# Erich Wasicky
Erich Wasicky (Wenen, 27 mei 1911 - Landsberg am Lech, 28 mei 1947) was een SS-Sturmbannführer (Majoor) en apotheker in het concentratiekamp Mauthausen. In de functie van apotheker was hij verantwoordelijk voor een groot aantal vergassingen in het kader van Aktion T4.

## Biografie
Wasicky was een gepromoveerde apotheker. Hij was lid van de Nationaalsocialistische Duitse Arbeiderspartij en de Schutzstaffel. Tussen juni 1940 en januari 1944 werkte hij als kampapotheker in het concentratiekamp Mauthausen. Wasicky was verantwoordelijk voor de selecties en vergassing van honderden slachtoffers. Het exacte aantal doden is niet bekend. In het nabij gelegen Schloss Hartheim - waar Wasicky flinke invloed had - werden 3.140 mensen vergast. Nadat men daar de gaswagen ging gebruiken, stierven er nog eens twaalfduizend.
Wasicky was regelmatig chauffeur van deze gaswagens, die tussen Mauthausen en het vijf kilometer verder gelegen subkamp Gusen ingezet werden. Per rit werden er circa dertig mensen door de uitlaatgassen omgebracht. Nadat de nazi's waren gestart met het gebruikmaken van Zyklon B voor het vermoorden van Untermenschen, werd hij aangesteld om ervoor te zorgen dat de Duitsers in Schloss Hartheim en in Mauthausen ook de beschikking had over deze meer effectieve vergassingmethode. Tijdens het proces dat na de oorlog plaatsvond, beweerde een getuige dat Wasicky verantwoordelijk was voor de levering en inzet van Zyklon B.
Na het einde van de Tweede Wereldoorlog werd Wasicky gevangengenomen. Hij werd in Dachau tijdens het Mauthausenproces schuldig bevonden en ter dood veroordeeld. Het vonnis werd op 28 mei 1947 voltrokken in de gevangenis van Landsberg.

## Lidmaatschapsnummers
- NSDAP-nr.: 197 249
- SS-nr.: 298 370